# Osteospermum
Osteospermum es un género que pertenece a la tribu Calenduleae de la familia Asteraceae. Anteriormente, las especies de Osteospermum se incluían en el género Dimorphoteca, pero luego se circunscribió este último de modo que solo incluyera plantas anuales. De ese modo, todas las especies perennes se agruparon en Osteospermum. Osteospermum también está muy relacionado al pequeño género Chrysanthemoides, tales como C. incana y C. monilifera.

## Descripción
Hay unas 50 especies nativas de África, 35 especies en África del Sur, y en el suroeste Arabia. Hay plantas perennifolias o arbustos. Si bien no sobreviven al aire libre los inviernos europeos, sin embargo, presentan una amplia gama de resistencias al frío. 
Sus hojas son verdes, alternas (raramente opuestas), pero tienen una gran variedad de formas. La forma de la hoja es lanceolada. El margen de la hoja es entero, pero los tipos más resistentes son dentadas. 
Las flores tienen forma parecida a las margaritas, y consiste en un disco de florecillas (algunas rayadas), desarrollándose solitariamente al final de una rama o a veces en inflorescencias cimo-corimbosas terminales. El disco de florecillas son pseudo-bisexuales y presentan varios colores tales como el azul, amarillo, y púrpura. Los tipos más resistentes normalmente muestran un centro de color azul oscuro en el disco hasta que el polen amarillo se vierte. Las florecillas ralladas son hembras, presentando diversos colores, tales como blanco, crema, rosa, púrpura, malva o amarillo, Algunas variedades de cultivo tienen pétalos "moteados" tal como el "Pink Whirls". Muchas especies presentan una segunda floración a finales del verano, estimulada por las temperaturas nocturnas más bajas. Las especies más resistentes muestran una floración profusa en la primavera, pero no presentan una segunda floración. 
Las variedades de cultivo más ampliamente vendidas se desarrollan como plantas anuales y primordialmente son híbridos de O. jucundum, O. ecklonis y O. grandiflorum y pueden soportar temperaturas hasta de –2 °C (~30 °F). Si aguantan, se pueden desarrollar como plantas perennes o como arbustos.

## Cultivo
Las plantas prefieren una situación cálida y soleada, con un suelo rico, si bien también toleran suelos pobres, sal y condiciones de sequedad. Las variedades de cultivo modernas florecen continuamente, siempre y cuando se fertilicen y rieguen a menudo. 
Si están plantadas en una maceta, se debe de evitar la sequedad de la tierra, pues la planta podría pasar al modo latente como adaptación a un periodo de sequía, abortando sus botones florales y no volviendo a florecer fácilmente. Lo que es más, las raíces son susceptibles de descomponerse fácilmente al ser regadas profusamente después de un periodo de sequía.

## Taxonomía
El género fue descrito por Carlos Linneo y publicado en Species Plantarum 2: 923. 1753. La especie tipo es Osteospermum spinosum L. 
Etimología
Osteospermum: nombre genérico que deriva del griego osteon = "hueso" y del Latín spermum = "semilla".

## Especies
- Osteospermum acanthospermum
- Osteospermum amplectens
- Osteospermum attenuatum
- Osteospermum australe
- Osteospermum barberae
- Osteospermum burttianum

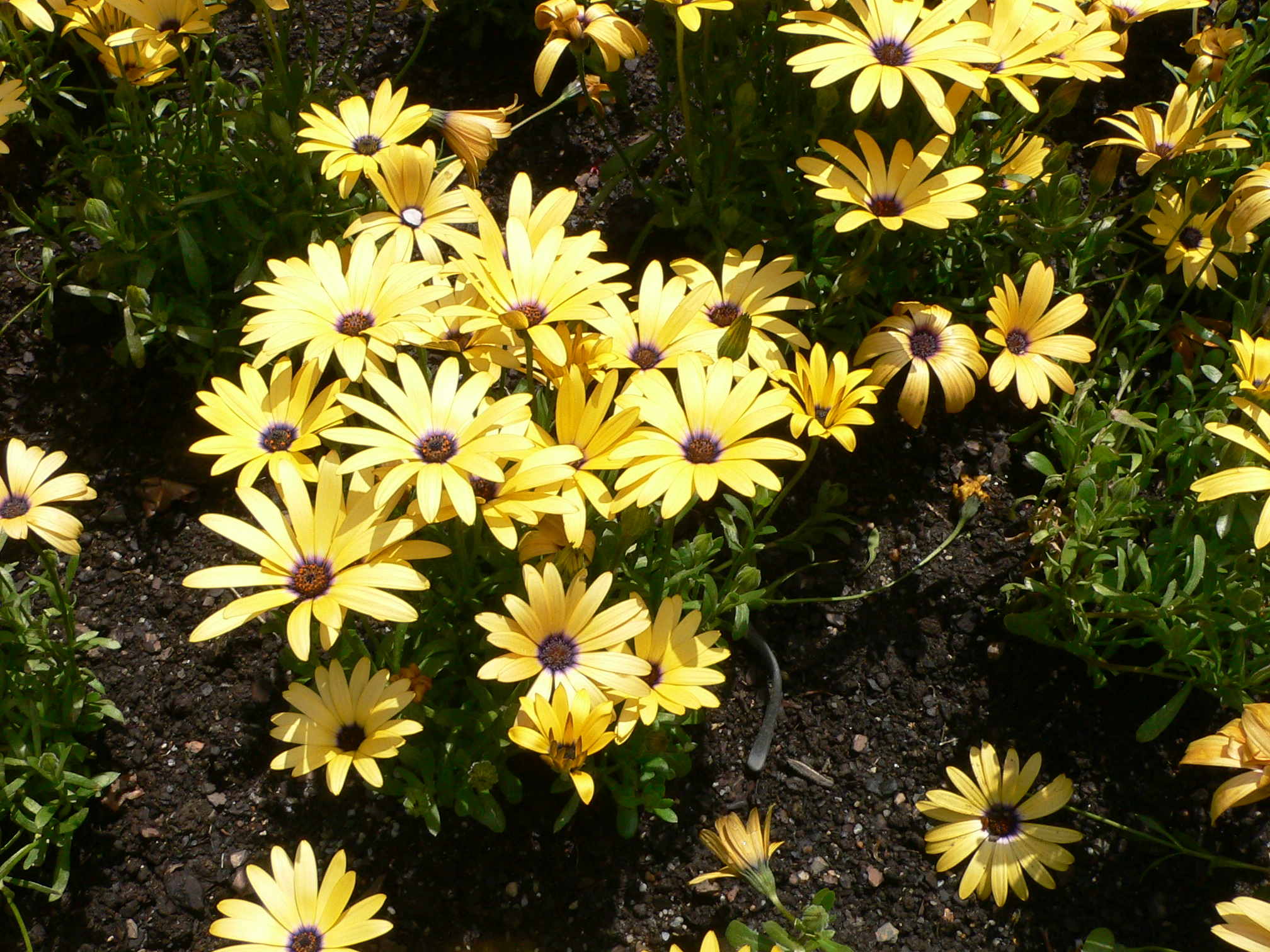
Osteospermum×Dimorphotheca "Lemon Symphony" una variedad de cultivo anual.

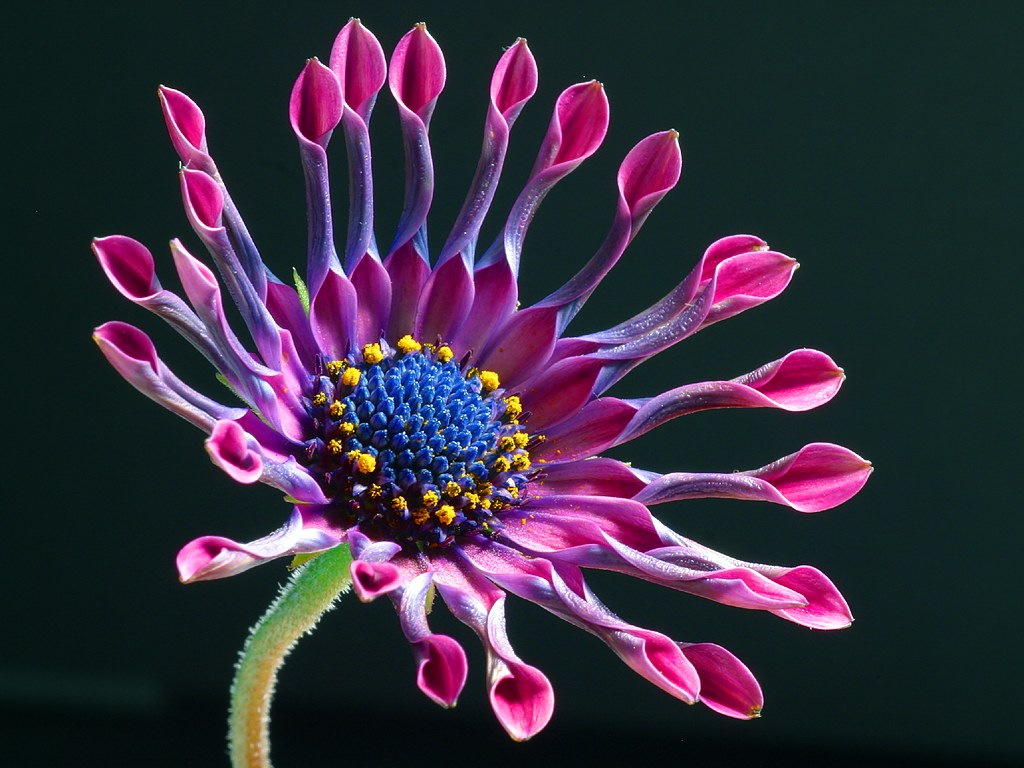
Osteospermum 'Pink Whirls'.

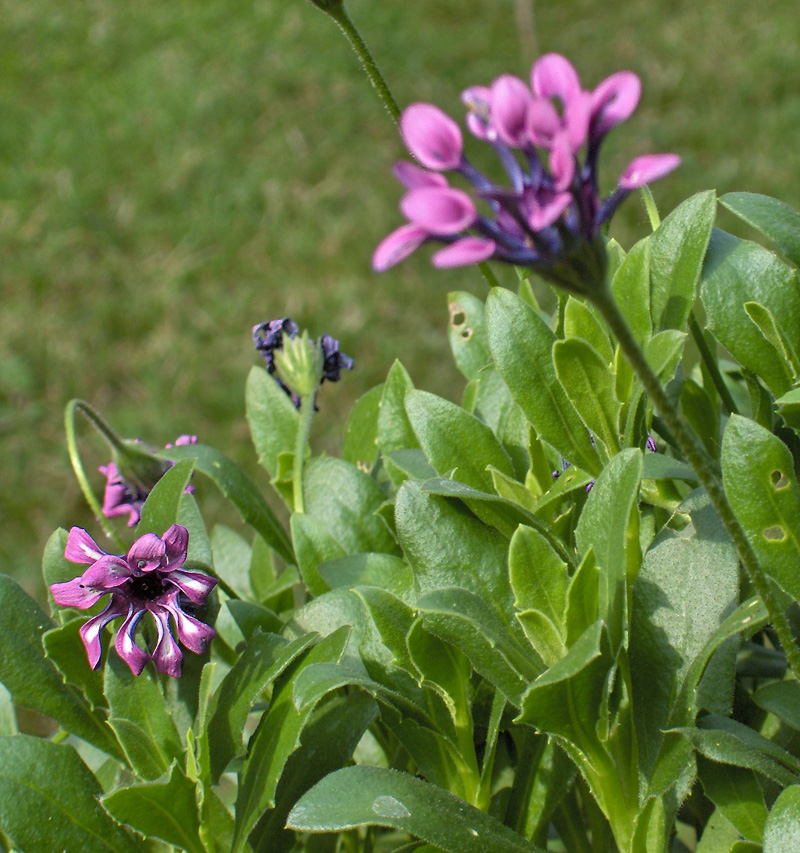
"Pink Whirls".

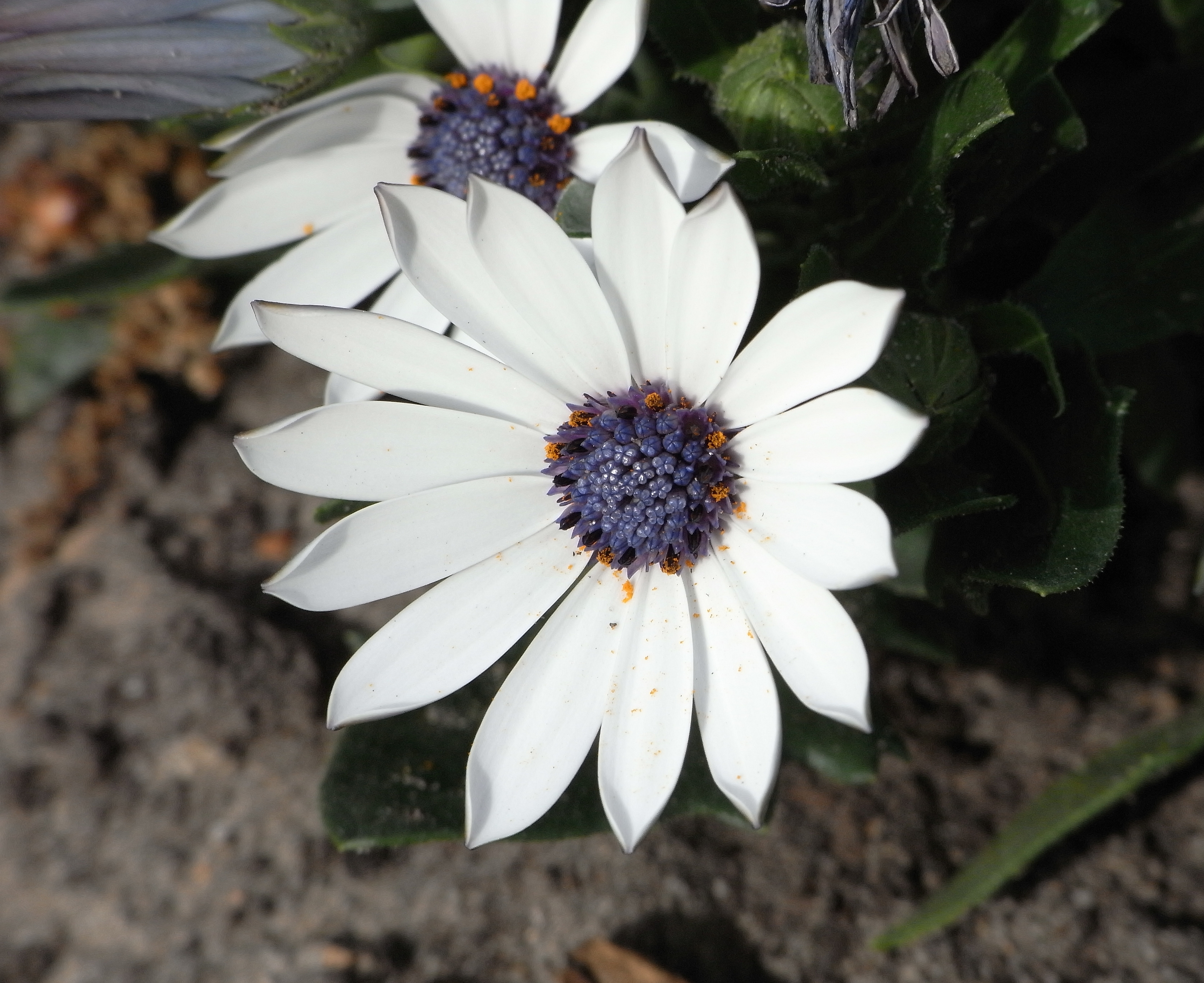

- Osteospermum calendulaceum L. f. : Stinking Roger (sinónimo de Oligocarpus calendulaceus)
- Osteospermum caulescens
- Osteospermum clandestinum (sinónimo de Tripteris clandestina)
- Osteospermum dentatum
- Osteospermum ecklonis (DC.) Norl. : Margarita de El Cabo
- Osteospermum fruticosum (L.) Norl. : Margarita arbustiva
- Osteospermum grandidentatum : Margarita de los senderos amarilla
- Osteospermum grandiflorum
- Osteospermum hyoseroides
- Osteospermum imbricatum
- Osteospermum jucundum (Phill.) T. Norl. : Margarita de África del Sur
- Osteospermum microphyllum
- Osteospermum monocephalum (Oliv. & Hiern) Norl.
- Osteospermum muricatum
- Osteospermum oppositifolium (sinónimo de Tripteris oppositifolia)
- Osteospermum pinnatum
- Osteospermum polygaloides
- Osteospermum potbergense AR Wood & B. Nord
- Osteospermum rigidum
- Osteospermum rotundifolium
- Osteospermum sinuatum (DC.) Norl. (synonym of Tripteris sinuata)
- Osteospermum spinescens
- Osteospermum subulatum DC.
- Osteospermum tomentosum
- Osteospermum triquetrum L. f.

Un estudio filogenético ha revelado que se deben de efectuar varios cambios en el género: 
- Osteospermum sección Blaxium: incluirla en el género Dimorphotheca
- El subgénero Tripteris debería de ser segregado de Osteospermum
- El género Oligocarpus debería de ser segregado de Osteospermum
- Osteospermum sanctae-helenae, endémico de Santa Helena, se incluiría en Oligocarpus.

Nuevas especies se están descubriendo aún, tal como O. australe, O. burttianum y O. potbergense.
Las flores de Osteospermum son una de las plantas más cultivadas en los viveros comerciales. Su propagación es primordialmente por esquejes. Numerosos híbridos y cultivares se han desarrollado con una gran gama de colores tropicales. Los cultivares amarillos tienden a presentar un centro amarillo (a veces grisáceo).
Uno de los cultivares más populares es Osteospermum "Pink Whirls", que muestra pétalos moteados de púrpura a azul-lavanda, alrededor de un disco azul. Son semi arbustos perennes con hojas verdes, brillantes, lanceoladas, y opuestas. Se desarrollan hasta una altura de 40 cm. Por las noches o cuando hace más frío, los pétalos se cierran. 
Otros cultivares son : Osteospermum "Acapulco", O. "African Queen", O. "Apricot", O. "Biera", O. "Big Pink", O. "Bodegas Pink", O. "Buttermilk", O. "Chris Brickell", O. "Duet", O. "Giles Gilbey", O. "Hopleys", O. "Ice White", O. "Marbella", O. "Nairobi Purple", O. "Passion Mix", O. "Pink", O. "Pink Beauty", O. "Silver Sparkler", O. "Starshine", O. "Springstar Gemma", O. "Sunkist", O. "White Whirls" y O. "Whirlygig".

## Nombres comunes
También se les han dado diferentes nombres comunes: margarita africana, margarita de África del Sur, margarita de El Cabo, y margarita osos azules.